# Meioneta
Meioneta är ett släkte av spindlar som beskrevs av Hull 1920. Meioneta ingår i familjen täckvävarspindlar.

## Dottertaxa tillMeioneta, i alfabetisk ordning[1][2]
- Meioneta adami
- Fältlyckospindel
- Meioneta affinisoides
- Meioneta alaskensis
- Meioneta albinotata
- Meioneta alboguttata
- Meioneta albomaculata
- Meioneta alpica
- Meioneta amersaxatilis
- Meioneta angulata
- Meioneta arida
- Meioneta atra
- Meioneta barrowsi
- Meioneta bermudensis
- Meioneta bialata
- Meioneta birulai
- Meioneta birulaioides
- Meioneta boninensis
- Meioneta brevipes
- Meioneta brevis
- Meioneta brusnewi
- Meioneta canariensis
- Meioneta castanea
- Meioneta cincta
- Meioneta collina
- Meioneta curvata
- Meioneta dactylata
- Meioneta dactylis
- Meioneta decorata
- Meioneta decurvis
- Meioneta dentifera
- Meioneta discolor
- Meioneta disjuncta
- Meioneta emertoni
- Meioneta equestris
- Meioneta evadens
- Meioneta exigua
- Meioneta fabra
- Meioneta falcata
- Meioneta ferosa
- Meioneta fillmorana
- Meioneta flandroyae
- Meioneta flavipes
- Meioneta floridana
- Meioneta fratrella
- Meioneta frigida
- Meioneta fusca
- Meioneta fuscipalpa
- Meioneta fuscipes
- Meioneta gagnei
- Meioneta galapagosensis
- Meioneta gracilipes
- Meioneta grayi
- Meioneta gulosa
- Meioneta habra
- Meioneta ignorata
- Meioneta imitata
- Meioneta innotabilis
- Meioneta insolita
- Meioneta insulana
- Meioneta jacksoni
- Meioneta kaszabi
- Meioneta kopetdaghensis
- Meioneta laimonasi
- Meioneta larva
- Meioneta lauta
- Meioneta leucophora
- Meioneta levii
- Meioneta levis
- Meioneta llanoensis
- Meioneta longipes
- Meioneta lophophor
- Meioneta luctuosa
- Meioneta manni
- Meioneta maritima
- Meioneta mediocris
- Meioneta mendosa
- Meioneta meridionalis
- Meioneta merretti
- Meioneta mesasiatica
- Meioneta metropolis
- Meioneta micaria
- Meioneta milleri
- Meioneta minorata
- Meioneta mollis
- Meioneta mongolica
- Meioneta montana
- Meioneta montivaga
- Meioneta mossica
- Meioneta natalensis
- Meioneta nigra
- Meioneta nigripes
- Meioneta obscura
- Meioneta oculata
- Meioneta officiosa
- Meioneta opaca
- Meioneta ordinaria
- Meioneta orites
- Meioneta palgongsanensis
- Meioneta palustris
- Meioneta parasaxatilis
- Meioneta parva
- Meioneta picta
- Meioneta pinta
- Meioneta plagiata
- Meioneta pogonophora
- Meioneta prima
- Meioneta propinqua
- Meioneta propria
- Meioneta prosectes
- Meioneta prosectoides
- Meioneta proxima
- Meioneta pseudofuscipalpis
- Meioneta pseudorurestris
- Meioneta pseudosaxatilis
- Meioneta punctata
- Meioneta regina
- Meioneta resima
- Meioneta ressli
- Meioneta ripariensis
- Meioneta rufidorsa
- Meioneta rurestris
- Meioneta saaristoi
- Meioneta saxatilis
- Meioneta semipallida
- Meioneta serrata
- Meioneta serratichelis
- Meioneta serratula
- Meioneta sheffordiana
- Meioneta silvae
- Meioneta similis
- Meioneta simplex
- Meioneta simplicitarsis
- Meioneta straminicola
- Meioneta subnivalis
- Meioneta tianschanica
- Meioneta tibialis
- Meioneta tincta
- Meioneta transversa
- Meioneta unicornis
- Meioneta unimaculata
- Meioneta usitata
- Meioneta uta
- Meioneta uzbekistanica
- Meioneta vera
- Meioneta yakutsaxatilis
- Meioneta zebrina
- Meioneta zygia